# یان اینستروپ میکلسن
یان اینستروپ میکلسن (انگلیسی: Jan Ingstrup-Mikkelsen؛ زادهٔ ۲۵ فوریهٔ ۱۹۴۴) دوچرخه‌سوار اهل دانمارک است.